# Настоящие лемминги
(Настоящие) лемминги, или северные пеструшки (лат. Lemmus) — род грызунов из подсемейства полёвковых. Обитают по всей Голарктике, в частности, в Палеарктике.
Длина тела с головой 10—13,5 см, а длина хвоста 18—26 мм. Масса от 40 до 112 г. Окрас серый или коричневый. В отличие от копытных леммингов, они не меняют на зиму окраску меха.
Эти лемминги встречаются преимущественно в тундре или высоко в горах. Для них характерны сильные популяционные волны, случаются массовые миграции. Видимо, из-за этих миграций возник миф, что лемминги совершают массовое самоубийство. Эти массовые переселения наиболее распространены в северных регионах (например, в Лапландии).
Беременность длится 16—23 дней. В помёте от 1 до 13 детёнышей (в среднем 7). Молодые особи достигают половой зрелости через 14 дней. При благоприятных условиях такие плодовитость и «скороспелость» вызывают взрывной рост численности.

## Виды
База данных Американского общества маммологов (ASM Mammal Diversity Database) предварительно рассматривает всех настоящих леммингов Палеарктики, за исключением Lemmus nigripes, в составе типового вида Lemmus lemmus. Такая классификация основывается на низком уровне дивергенции цитохрома b и на данных о фертильных гибридах, полученных при скрещивании в неволе. Тем не менее, между включёнными в синонимику L. lemmus видами существуют значительные морфологические и экологические различия, что затрудняет их классификацию.
| «Mammal Species of the World» (2005) | Kryštufek & Shenbrot (2022) |
| --- | --- |
| - Амурский лемминг (Lemmus amurensis) - Норвежский лемминг (Lemmus lemmus) - Lemmus portenkoi - Сибирский лемминг (Lemmus sibiricus) - Желтобрюхий лемминг (Lemmus trimucronatus) | - Норвежский лемминг (Lemmus lemmus) - Группа подвидов lemmus - Lemmus lemmus lemmus - Lemmus lemmus chernovi - Сибирский лемминг (Lemmus lemmus sibiricus) - Группа подвидов amurensis - Амурский лемминг (Lemmus lemmus amurensis) - Lemmus lemmus novosibiricus - Lemmus lemmus ognevi - Lemmus lemmus portenkoi - Lemmus lemmus kamchaticus - Желтобрюхий лемминг (Lemmus nigripes) - Бурый лемминг (Lemmus trimucronatus) |

## Комментарии
1. ↑  Русское название «желтобрюхий» восходит к латинскому Lemmus obensis chrysogaster J. A. Allen, 1903 — младшему синониму Lemmus nigripes. Так как  Lemmus trimucronatus в понимании Криштофека и Шенброта не встречается на территории России, название «желтобрюхий» может относиться только к L. nigripes в их понимании.